# 7th Sea
7th Sea (ang. Siódme Morze) – gra fabularna wydana w 1999 roku przez wydawnictwo AEG, sprowadzona do Polski w 2004 roku przez wydawnictwo Wolf Fang. Obecnie zarówno w Polsce, jak i w USA linia wydawnicza została zawieszona.
W 7th Sea gracze wcielają się w Bohaterów walczących z Łotrami i przemierzających kontynent Thei, przypominający zarysem i głównymi państwami XVII-wieczną Europę. Gra osadzona jest w klimacie filmów płaszcza i szpady, choć umożliwia także grę w innych konwencjach, w tym: dark fantasy, horrorze, baśni oraz intrygach i spiskach. System bogato czerpie ze stereotypów i obecnych w kulturze popularnych wyobrażeń dotyczących poszczególnych państw, na nich budując świat.
W 2016 wydana została druga edycja gry, którą ufundowano na portalu Kickstarter.
Wydana została również kolekcjonerska gra karciana osadzona w świecie 7th Sea.

## Świat gry
Gra toczy się na kontynencie zwanym Theą, który w pewnym stopniu przypomina Europę XVI, XVII i XVIII wieku. Znajdujące się na nim państwa stworzone zostały w oparciu o nacje z naszego świata.
Leżące na północy kontynentu wyspiarskie królestwo Avalonu, a właściwie Trójkrólestwo Avalonu, Szocji i Inlandii to, rzecz jasna, odbicie Zjednoczonego Królestwa. Krajem włada królowa Elaine, ciesząca się przychylnością zarówno swoich poddanych, jak i potężnych istot zwanych Sidhe. Jest to kraj baśni i czarów, stworzony w oparciu o ludowe wierzeniach, legendy arturiańskie oraz Anglię epoki elżbietańskiej.
Na południe od Avalonu, już na stałym lądzie leży Cesarstwo Montaigne, obecnie największa potęga polityczna i militarna Thei. Na jego czele stoi l’Empereur Leon Alexandre du Montaigne. Stanowi mieszankę Francji z dwóch okresów: panowania Ludwika XIV oraz pierwszych zwycięstw Napoleona.
Eisen to spustoszony przez wojnę i rozbity kraj wzorowany na Cesarstwie Niemieckim. Atmosfera tej części Thei jest ponura i mroczna, ludność z trudem podnosi się ze zniszczeń niedawnej Wojny o Krzyż (odpowiednik „naszej” Wojny Trzydziestoletniej). Rządzą tu książęta zwani Eisenfurst, szlachta posługuje się bronią i zbrojami z Dracheneisen – cudownego metalu, lekkiego niczym piórko (zbroje z dracheneisen ważą 25% wagi zbroi stalowych) i twardego jak skała, a w lasach czają się ponoć potężne i groźne Dracheny. Przedmioty z dracheneisen nie ulegają korozji, nie ulegają zużyciu, nie można ich również po pierwotnym ukształtowaniu jakkolwiek modyfikować.
Castille to odpowiednik Hiszpanii. Jest państwem rozbitym i w połowie zajętym przez sąsiednie Montaigne. Nad krajem wisi groźba zagłady ze strony tegoż kraju. Wolność narodu ogranicza także wszechobecna inkwyzycja powołana przez Kościół Watycyński, którego zresztą Castille jest siedzibą. Niepodległość kraju od wszystkich wrogów, tak zewnętrznych, jak i wewnętrznych, chcą przywrócić liczne tajne stowarzyszenia, m.in. Los Vagos. Aktualnym królem Castille jest Dobry Król Sandoval (obecnie ma 16 lat).
Vodacce to z kolei odpowiednik Włoch, gdzie szczególnie uwypuklono cechy Rzymu i Wenecji. To najbardziej makiaweliczny z narodów Thei. Jest domem dla władających ludzkim losem czarownic magii Sorte, wszechobecnych kurtyzan i knujących książąt. Ale oprócz tej mrocznej strony jest jeszcze ta jasna. Vodacce to potęga kupiecka będąca wielką konkurencją dla Vendel. Nie uznaje gilderów (pierwszej na świecie waluty papierowej honorowanej w północnej części Thei, a emitowanej na Vendel). Na Południe od części lądowej, na Zakazanym Morzu znajduje się siedem wysp siedmiu książąt Vodacce, będącymi centrami życia towarzyskiego i politycznego tego kraju. Największym lądowym miastem jest Noma, czyli odpowiednik Rzymu. Vodacce posiada de facto 7 stolic.
Vendel, druga pod względem wielkości kupiecka potęga Thei wyrosła na zgliszczach cywilizacji Vestenmannavnjarów. W świecie 7th Sea odpowiada Danii i Niderlandom, z kolei Vestenmannavnjarowie to wikingowie z Norwegii, Szwecji, Islandii i Grenlandii. Vendel emituje najważniejszą walutę, akceptowaną w prawie całej Thei – gildera.
Usuria jest wzorowana na Rosji i republikach poradzieckich. Jest wielkim krajem, lecz w porównaniu do reszty Thei niesamowicie zacofanym technologicznie.
Sarmatian Commonwealth jest jednym z państw wprowadzonych dopiero w drugiej edycji, który powstał przez unie dwóch krajów – Rzeczypospolitej oraz Curoni. Jest to twór polityczny, który wyróżnia się na tle innych krain dwiema cechami. Po pierwsze panuje tam demokracja szlachecka. Drugim natomiast jest fakt, że wszyscy wszystkim obywatelom tego państwa nadano szlachectwo, które otrzymali kiedy nieodpowiedzialność szlachty prawie doprowadziła do upadku państwa. Inspiracje dla Sarmatian Commonwealth stanowiła Rzeczpospolita Obojga Narodów.
Poza wymienionymi powyżej głównymi nacjami istnieją jeszcze Inlandia (Irlandia) i Szocja (Szkocja), powiązane w Trójkrólestwo pod przewodnictwem Avalon, Sułtanat Półksiężyca (Imperium Osmańskie), Kitaj (Chiny/Korea/Tybet) oraz Archipelag zmierzchu (Karaiby).

## Szkoły Szermiercze
Każdy szermierz w 7th Sea należy do jakiejś szkoły szermierczej.
| Nazwa Szkoły | Kraj Pochodzenia        | Broń               | Opis                                                                                  |
| ------------ | ----------------------- | ------------------ | ------------------------------------------------------------------------------------- |
| Eisenfaust   | Eisen                   | Miecz i Panzerhand | Styl walki mieczem dwuręcznym w jednej ręce oraz panzerhandem.                        |
| Aldana       | Castille                | Szpada             | Szkoła łącząca taniec z fechtunkiem                                                   |
| Donovan      | Avalon                  | Rapier i Puklerz   | Styl walki rapierem w prawej i puklerzem w lewej ręce.                                |
| Valroux      | Montaigne               | Szpada i Lewak     | najszybsza ze szkół szermierczych Preferuje walkę Szpadą w prawej i lewakiem w lewej. |
| Ambrogia     | Vodacce                 | Szpada i Lewak     | Szkoła walki szpadą w lewej i lewakiem w prawej ręce.                                 |
| Leegstra     | Vendel/Vestenmannavnjar | Miecz lub Topór    | Styl walki bronią dwuręczną.                                                          |

## Magia w 7th Sea
Magia w 7th Sea ma długą historię. Teraz w części świata jest zakazana, a jej oznaki są tępione przez inkwizycję, tam gdzie ma ona władzę. Magia w systemie związana jest ściśle z arystokratycznym pochodzeniem. Eisen i Castille nie posiadają magicznego dziedzictwa opisanego w Podręczniku Gracza. Pojawiają się one dopiero w zagranicznych rozszerzeniach. Przedstawiciele władający magią związaną z tymi krajami oficjalnie zostali wyniszczeni.
| Nazwa Magii  | Kraj Pochodzenia | Opis                                                      |
| ------------ | ---------------- | --------------------------------------------------------- |
| Glamour      | Avalon           | Magia zwiększająca cechy oparta na avalońskich legendach. |
| Porte        | Montaigne        | Magia Teleportacji.                                       |
| Sorte        | Vodacce          | Kobieca magia manipulacji przeznaczeniem.                 |
| Laerdom      | Vestenmannavnjar | Magia runiczna.                                           |
| Pieriemienie | Ussuria          | Magia pozwalająca na zamianę w zwierzęta.                 |

Oto Magie publikowane w zagranicznych rozszerzeniach:
| Nazwa Magii               | Kraj Pochodzenia        | Opis                                                   |
| ------------------------- | ----------------------- | ------------------------------------------------------ |
| Druidyczna                | Avalon                  | Umiejętność manipulacji Gesą.                          |
| El Fuego Adentro          | Castille                | Magia Ognia                                            |
| Huan Shu                  | Kitaj                   | Magia iluzji.                                          |
| Fu                        | Kitaj                   | Magia talizmanów                                       |
| Baofong Xue Wudao         | Kitaj                   | Magia śniegu i lodu                                    |
| Song Hwang Tung           | Kitaj                   | Magia drzew                                            |
| Nha Nong                  | Kitaj                   | Magia roślin                                           |
| Tashila                   | Kitaj                   | Joga                                                   |
| Youja Chima Ren           | Kitaj                   | Magia koni                                             |
| Takim’aldiz               | Sułtanat Półksiężyca    | Magia gwiazd                                           |
| Khel’kalb                 | Sułtanat Półksiężyca    | Magia koni                                             |
| Sharkici                  | Sułtanat Półksiężyca    | Magia chorałów                                         |
| Duman’kir                 | Sułtanat Półksiężyca    | Magia wilków i mgły                                    |
| Ruzgar’cantli             | Sułtanat Półksiężyca    | Magia duchów                                           |
| Rimal                     | Sułtanat Półksiężyca    | Magia piasku                                           |
| Sulimaq                   | Sułtanat Półksiężyca    | Magia wody                                             |
| Zerstorung                | Eisen                   | Magia czasu                                            |
| Magia natywna wysp Carlos | Archipelag Zmierzchu    | Mieszanina El Fuego Adentro, Porte, Sorte i Zerstorung |
| Opah                      | Archipelag Zmierzchu    | Magia broni                                            |
| Medycyna Erego            | Archipelag Zmierzchu    | Leczenie wiarą                                         |
| Taramonde                 | Archipelag Zmierzchu    | Voodoo                                                 |
| Astrologia                | Vendel/Vestenmannavnjar | Magia pozwalająca czytać przyszłość z gwiazd           |
| Leczenie współczuciem     | Vendel/Vestenmannavnjar | Magia dająca moc przenoszenia ran.                     |

Do niektórych magii dostęp otwierają tajne stowarzyszenia:
| Nazwa Magii | Tajne Stowarzyszenie   | Opis                                              |
| ----------- | ---------------------- | ------------------------------------------------- |
| Nacht       | Die Kreuzritter        | Zdolność podróżowania po świecie cieni            |
| Prawy Duch  | Inkwizycja             | Przeciwstawianie się magii                        |
| Af’a        | Qatihl’i               | Zdolność poruszenia się przez ciasne przestrzenie |
| Scrying     | Córy Zofii (Kobiety)   | Zdolność oglądania innych miejsc i czasów         |
| Scrying     | Córy Zofii (Mężczyźni) | Dążenie do perfekcyjnej sprawności fizycznej      |